# AKM Autoren, Komponisten und Musikverleger

Ehemaliges Logo

Die AKM eingetragene Genossenschaft mit beschränkter Haftung, vormals AKM Autoren, Komponisten und Musikverleger reg. GenmbH, ist eine Verwertungsgesellschaft, die in Österreich die Rechte der öffentlichen Aufführung, die Senderechte sowie die Rechte der Zurverfügungstellung der Autoren, Komponisten, und Verleger von musikalischen Werken vertritt, die bei ihr oder einer anderen (ausländischen) Verwertungsgesellschaft Mitglied sind.

## Aufgaben
Die AKM erteilt Veranstaltern, Sendeunternehmen und anderen Anbietern gegen Bezahlung Lizenzen für die öffentliche Aufführung bzw. Sendung/Zurverfügungstellung urheberrechtlich geschützter Musik und verteilt diese nach Abzug des Verwaltungsaufwands zur Gänze an ihre Mitglieder bzw. im Rahmen von Gegenseitigkeitsverträgen über ausländische Verwertungsgesellschaften an deren Mitglieder; im Aufführungsbereich erteilt die AKM die Nutzungsbewilligung auch für andere Verwertungsgesellschaften (Literar-Mechana, LSG). Die Abrechnung der Tantiemen an die Urheber erfolgt auf Basis der gesetzlichen Regelungen, des Statuts und der durch die AKM erstellten Abrechnungsregeln. Dabei verbleibt der AKM kein Gewinn.
Ihre Schwestergesellschaft Austro Mechana vertritt die urheberrechtlichen Nutzungsrechte der mechanischen Vervielfältigung und Verbreitung gegenüber der Tonträgerindustrie, der Video- und Filmindustrie, der Leerkassettenindustrie, Hörfunk und Fernsehen.

## Mitgliedschaft
Die Aufnahme als Tantiemenbezugsberechtigter erfolgt nach Antrag. Aufgenommen werden Komponisten, Textautoren, Bearbeiter/Arrangeure sowie Verlage wenn zumindest ein Werk, an dem der Antragsteller beteiligt ist, innerhalb des letzten bzw. laufenden Jahres öffentlich aufgeführt, gesendet, online genutzt oder auf einem im Handel erhältlichen Tonträger veröffentlicht wurde. Bei Aufnahme ist eine einmalige Beitrittsgebühr zu zahlen. Die AKM ist offen für neue Mitglieder, unabhängig von Staatsangehörigkeit oder Wohnsitz.

## Struktur
Die AKM ist die größte Urheberrechtsgesellschaft in Österreich und als private Genossenschaft organisiert. Gesetzlicher Prüfungsverband (Revisionsverband) ist der Österreichische Genossenschaftsverband (Schulze-Delitzsch). Der Firmensitz ist in Wien, in mehreren Landeshauptstädten gibt es eine Geschäftsstelle. Die wichtigsten Organe der AKM sind:

### Mitgliederhauptversammlung
Das oberste Organ der AKM besteht aus allen ordentlichen Mitgliedern, das sind Tantiemenbezugsberechtigte die nach Erreichen eines Mindest-Tantiemenaufkommens auf Antrag Genossenschafter wurden. Jeder Genossenschafter ist Mitglied entweder der Komponisten- oder der Textautoren- oder der Musikverlegerkurie.
Zur Vertretung der nicht ordentlichen Mitglieder findet jährlich eine Versammlung der Tantiemenbezugsberechtigten statt. Diese wählen Delegierte aus ihren Reihen, die an der Mitgliederhauptversammlung teilnehmen.

### Vorstand
Der Vorstand und in seinem Auftrag der Generaldirektor führen laut Statut der AKM die Geschäfte. Er setzt sich aus je vier Mitgliedern der Textautoren-, Komponisten- und Musikverlegerkurie zusammen, die Funktionsdauer beträgt fünf Jahre.

### Aufsichtsrat
Das kontrollierende Organ der AKM setzt sich aus je zwei Mitgliedern der Textautoren-, Komponisten- und Musikverlegerkurie mit fünfjähriger Funktionsdauer zusammen.

## Geschichte
Gegründet wurde die AKM im Jahr 1897 und ist somit (nach der französischen SACEM) die zweitälteste Verwertungsgesellschaft Europas. Sie ist Mitglied in der GESAC, der europäischen Dachvereinigung der Urheberrechtsgesellschaften und im internationalen Dachverband CISAC.
Die Geschichte der AKM ist eng mit der Entwicklung des Urheberrechts verbunden. Die Bemühungen zur Gründung setzten kurz nach Erlass des Urheberrechtsgesetzes 1895 ein. Einige Komponisten, Autoren und Musikverleger erkannten gleich sehr klar, dass die individuelle Durchsetzung von Entgeltansprüchen für die „konzertmäßige“ öffentliche Aufführung ihrer Musikwerke für den einzelnen Berechtigten in der Praxis nicht möglich sein würde. Die konstituierende Generalversammlung der Genossenschaft fand am 17. Oktober 1897 statt.
Ziel und Zweck der AKM gemäß ihrem 1. Statut war in erster Linie die Wahrung der materiellen Interessen ihrer Mitglieder, also die Obsorge, dass die Veranstalter für die Nutzung der geschützten musikalischen Werke ein entsprechendes Aufführungsentgelt an die Gesellschaft leisten, das diese – entsprechend der Nutzung der Werke – an ihre Mitglieder verteilte. Die Gesellschaft sah es von Anbeginn auch als ihre Aufgabe, die Berufsinteressen ihrer Mitglieder zu fördern und für Alters- und Hinterbliebenenversorgung und finanzielle Unterstützung in Notfällen zu sorgen.
Die AKM war nach ihrer Gründung zunächst stark gefordert, Aufklärungsarbeit bei den Veranstaltern musikalischer Darbietungen zu leisten. Die Mitgliederzahl der musikalischen Urheber und Verleger wuchs beständig und rasch, zum Stand 1. Juli 1901 versammelten sich alle bekannten und berühmten Komponisten und Musiktextdichter (bzw. deren Rechtsnachfolger): Johann Strauss (Sohn), Franz Lehár, Franz von Suppè, Victor Léon, Carl Michael Ziehrer, Eduard Kremser, die „Schrammelbrüder“, Wilhelm Kienzl, Siegfried Wagner, Robert Lienau, Richard Heuberger, Gustav Mahler, Bedřich Smetana, Carl Millöcker, Engelbert Humperdinck, Carl Zeller, Ignaz Brüll, Richard Genée, Carl Goldmark, Joseph Hellmesberger, Paul Lincke, Karl Lindau, Oscar Straus, Josef Bayer, Charles Weinberger, Viktor Keldorfer, Ludwig Rochlitzer uvm. Was mit 227 Mitgliedern im Jahr 1898 begann, ist heute eine Vereinigung mit mehr als 27.000 Mitgliedern.
1898 wurde der erste Gegenseitigkeitsvertrag mit der SACEM beschlossen. Dadurch konnte den Veranstaltern in Österreich auch die Bewilligung zur Aufführung von ausländischem Repertoire erteilt werden, gleichzeitig war sichergestellt, dass die AKM ihren Mitgliedern auch für die Aufführung ihrer Werke im Ausland Tantiemen zahlen konnte.
1920 trat Österreich der Berner Übereinkunft zum Schutz der Werke der Literatur und Kunst bei, ein Wunsch der AKM, den sie gegenüber dem Justizministerium immer wieder mit Nachdruck vertreten hatte. Ihrem beharrlichen Kampf um eine Verlängerung der Schutzfrist von 30 auf 50 Jahre war 1933 ein Erfolg beschieden.
Im Jahr 1936 wurde ein neues Urheberrechtsgesetz und das Verwertungsgesellschaftengesetz beschlossen, dieses orientierte sich an der in der Praxis bestens bewährt habenden kollektiven Rechteverwaltung der AKM und schuf eine gesetzliche Grundlage für das Entstehen von weiteren Verwertungsgesellschaften auf anderen Gebieten der Kunst.
In Folge des „Anschlusses“ von Österreich an das Deutsche Reich wurde die AKM 1938 aufgelöst, die Firma AKM im Handelsregister gelöscht und ihr Vermögen in die reichsdeutsche Verwertungsgesellschaft STAGMA eingewiesen, die ihre Tätigkeit nunmehr auf die Ostmark erstreckte. Die AKM-Mitgliederliste von 1937 war gleichbedeutend mit dem Verzeichnis österreichischer Komponisten, Textautoren und Verleger und wurde im Jahr 1939 zur Kennzeichnung der Personen jüdischer Abstammung mittels rotem Buntstift herangezogen. Anfallende Tantiemen wurden zum Teil nicht mehr ausbezahlt.
Präsidenten der AKM bis 1938:
- 1897–1928: Josef Weinberger
- 1929–1934: Wilhelm Kienzl
- 1934–1938: Bernhard Herzmansky

## Die „neue“ AKM
1945 konnte die AKM aus rechtlichen Gründen nicht einfach wieder aufleben, sondern musste neu gegründet werden; die konstituierende Generalversammlung fand am 8. August 1945 statt. Die nächsten Jahre standen im Zeichen der Aufbauarbeit. Die Bemühungen waren bald von Erfolg gekrönt und die Einnahmen aus dem In- und Ausland stiegen beachtlich. Insgesamt betrachtet verlief die Wiederherstellung nach dem Krieg weniger dornenreich als ihre Gründung, wenn auch die sich durch den immer rascher entwickelnden technischen Fortschritt ergebenden Veränderungen und Erweiterungen der Nutzungsmöglichkeiten musikalischer Werke – wie z. B. Aufkommen von Fernsehrundfunksendungen, Sendung bzw. Weitersendung über Kabel, Satellitensendung, Internet – die AKM immer wieder zu besonderer Aktivität herausfordert.
Präsidenten der AKM seit 1945 waren:
- 1945–1950: Bernhard Herzmansky
- 1950–1964: Joseph Marx
- 1964–1965: Viktor Hruby (interimistisch)
- 1965–1970: Gottfried von Einem
- 1970–1975: Alfred Uhl
- 1975–1984: Marcel Rubin
- 1984–1990: Heinrich Gattermeyer
- 1990–1998: Gerhard Wimberger
- 1998–2013: Paul Walter Fürst
- 2013–2018: Robert Opratko
- 2018– heute: Peter Vieweger

Generaldirektoren waren u. a.:
- 1976–1995: Ernst Huemer[10]
- 1995–2006: Manfred Brunner
- 2006– heute: Gernot Graninger

Seit 10. Juni 2013 ist die Austro Mechana eine Tochtergesellschaft der AKM.
Ende Oktober 2014 übergab die AKM das bisher nie systematisch erfasste Archiv von rund 50.000 Noten der von ihr vertretenen Komponisten an die Bibliothek der Anton Bruckner Privatuniversität. Der Bestand dokumentiert fast lückenlos das österreichische Musikschaffen seit 1897, darüber umfasst er auch zahlreiches Notenmaterial der deutschen, tschechischen und italienischen Musik der Zwischenkriegszeit.

## Soziale und kulturelle Förderungen
Die AKM fühlt sich sozialen und kulturellen Werten verpflichtet, sie erbringt soziale Zuwendungen an Mitglieder und fördert das österreichische Musikschaffen. Die Finanzierung erfolgt statutengemäß über einen sogenannten Sozial- und Kulturabzug, die Mittelverwendung erfolgt nach festen Regeln. Für den Bereich der kulturellen Förderung hat die AKM eine Tochtergesellschaft, die Gesellschaft zur Förderung österreichischer Musik (GFÖM), die Tochtergesellschaft austro mechana vergibt ebenfalls Kunst- und Kulturförderungen. Der soziale Bereich wird durch die AQUAS – Altersquoten und andere soziale Leistungen GmbH – abgedeckt.